# 반토이드어군
반토이드어군(Bantoid)은 반투어군을 비롯하여 이와 가까운 일부 언어들을 묶은 언어군 분류이다. 크게 북반토이드어군과 남반토이드어군으로 구분하며, 특히 남반토이드어군에는 규모상 분파의 절대다수를 차지하는 반투어군이 포함된다.

## 역사
"반토이드"(Bantoid)라는 표현은 1895년 Krause에 의해 반투 언어와 유사성을 보이는 언어들을 지칭하기 위해 처음 사용되었다. 조지프 그린버그는 1963년 저서 The Languages of Africa에서 반투어군 및 그것과 가장 가까운 친척 계통을 묶은 분류를 반토이드로 정의했고, 이 정의가 오늘날까지 쓰이고 있다. 그러나 로저 블렌치는 반토이드어군이 계통으로서 성립한다는 데 이의를 제기한다.
1980년대 Williamson에 의해 북반토이드어군과 남반토이드어군을 구분하는 가설이 제시되었다. 잘 알려진 반투어군을 포함하는 남반토이드어군의 성립은 비교적 잘 확립되어 있으나, 북반토이드어군의 계통적 타당성은 의문의 여지가 있다.

## 분류
- 북부 반토이드어군
  - 다카어 : 가어, 동어, 람자뎅사톨라어, 삼바다카어
  - 맘빌라어
    - 맘빌라콘자어
      - 마구캄캄킬라어 : 소미에브어, 은둔다어, 음바니프어, 음봉노어
      - 맘빌라어
      - 은제레프어
      - 콘자어 : 콴자어, 트웬디어

    - 수가부테어
      - 수가어
      - 부테어 : 부테어, 와와어

    - 은둘라어

  - 팜어
- 남부 반토이드어군
  - 대초원어
    - 멘춤어 : 베팡어
    - 서부 모모어 : 부삼어, 아통어, 암벨레어
    - 소초원어
      - 모모어 : 메타어, 멩카어, 문다니어, 은젠어, 응가맘보어, 응고시에어, 응궈어, 응기에어
      - 링어
        - 동 링어 : 람느소어
        - 북 링어 : 바뭉카어, 벵고어, 워시어, 켄스웨이은세이어
        - 서 링어 : 라임부에어, 아겜어, 웨어, 이수어, 조아어
        - 중앙 링어 : 바방키어, 붐어, 오쿠어, 음멘어, 콤어, 쿠크어, 쿵어

      - 음밤응캄어
        - 눈어 : 뭉가카어, 바말리어, 바메니암어, 바문어, 바바어, 바판지어, 밤발랑어, 방골란어
        - 바밀레케어 : 고말라어, 메둠바어, 멩가카어, 옘바어, 은다은다어, 응곰바어, 응곰발레어, 응궤어, 응기엠분어, 콰어, 페페어
        - 응겜바어 : 멘단퀘응퀜어, 바무쿰비트어, 바푸트어, 밤빌리밤부이어, 베바어, 아윙어, 응겜바어, 크파티어, 핀인어
        - 응캄베어 : 림붐어, 얌바어, 은다크투프어, 음베어, 음품테어, 조딩카어, 콰자어

      - 미분류 : 비티어, 은데그비테어
      - 품어

  - 맘페어 : 데니아어, 케니앙어, 켄뎀어
  - 반투어군
  - 베베어
    - 동부 베베어 : 나키어, 누네어, 베베어, 은사리어, 은카네어, 케메중어, 쿵어
    - 마시어
    - 부퀜어
    - 서부 베베어 : 문다블리어, 아바르어, 음부어, 코신어, 팡어

  - 에코이어 : 아바니옴어, 에자그함어 (에코이어), 에카주크어, 에푸토프어, 은남어, 은데은셀레은타어, 은도에어, 은켐은쿰어
  - 은뎀리어
  - 음밤어
    - 사나가어 : 레티어, 투키어
    - 서 음밤어 : 노만데어, 바티어, 얌베타어, 투오톰브어, 투넨어
    - 얌바사어 : 누구누어, 누바카어, 양벤어, 엘리프어, 음불레어, 음말라어

  - 음베어
  - 자라와어
    - 나이제리아자라와어 : 과어, 두구리어, 둘부어, 라메어, 라비르어, 마마어, 바다어, 빌레어, 시키어, 음불라브와자어, 자라와어, 쿨룽어
    - 카메룬자라와어 : 나구미어, 은공어, 음봉가어

  - 티브어 : 만타어, 메사카어, 반투어, 발로어, 비타레어, 아본어, 암보어, 에만어, 에반트어, 에심비어, 오사투어, 오탕크어, 이베어, 이케베마키어, 이풀로어, 카카어, 티브어
  - 티카르어
  - 미분류 : 모잉기어, 보르나어, 부수어, 부야어, 비슈오어, 비키아어
- 미분류 : 부루어, 앙카어, 은시어, 콰크어